# Northboro, Iowa
Northboro là một thành phố thuộc quận Page, tiểu bang Iowa, Hoa Kỳ. Năm 2010, dân số của thành phố này là 58 người.

## Dân số
Dân số qua các năm:
- Năm 2000: 60 người.
- Năm 2010: 58 người.